# Condado de Russell (Kansas)
El condado de Russell (en inglés: Russell County), fundado en 1867, es uno de 105 condados del estado estadounidense de Kansas. En el año 2005, el condado tenía una población de 6,845 habitantes y una densidad poblacional de 3 personas por km². La sede del condado es Russell. El condado recibe su nombre en honor a Alva P. Russell. 

## Geografía
Según la Oficina del Censo, el condado tiene un área total de 2328 km² (898,8 mi²), de la cual 2291 km² (884,6 mi²) es tierra y 37 km² (14,3 mi²) (1.59%) es agua.

### Condados adyacentes
- Condado de Osborne (norte)
- Condado de Lincoln (este)
- Condado de Ellsworth (sureste)
- Condado de Barton (sur)
- Condado de Rush (suroeste)
- Condado de Ellis (oeste)

## Demografía

Pirámide de edades

Según la Oficina del Censo en 2000, los ingresos medios por hogar en el condado eran de $29,284, y los ingresos medios por familia eran $40,355. Los hombres tenían unos ingresos medios de $$25,916 frente a los $17,957 para las mujeres. La renta per cápita para el condado era de $17,073. Alrededor del 12.00% de la población estaban por debajo del umbral de pobreza.

## Transporte

### Autopistas principales
- Interestatal 70
- US-40
- K-232
- K-176

## Localidades
Población estimada en 2004;
- Russell City, 3,545 (sede)

### Áreas no incorporadas
- Russell, 4,431 (sede)
- Lucas, 427
- Gorham, 339
- Dorrance, 194
- Luray, 191
- Bunker Hill, 97
- Paradise, 63
- Waldo, 47

### Municipios
El condado de Russell está dividido entre 12 municipios. El condado tiene a Russell como ciudad independiente a nivel de gobierno, y todos los datos de población para el censo e las ciudades son incluidas en el municipio.

## Educación

### Distritos escolares
- Natoma/Paradise/Waldo USD 399 Sitio web
- Russell USD 407 Sitio web